# Optya defecta
Optya defecta är en insektsart som först beskrevs av Irena Dworakowska 1977.  Optya defecta ingår i släktet Optya och familjen dvärgstritar.
Artens utbredningsområde är Kongo-Kinshasa. Inga underarter finns listade i Catalogue of Life.